# La Vierge à l'Enfant (Le Pérugin)
Pour les articles homonymes, voir La Vierge à l'Enfant.
La Vierge à l'Enfant (en italien : Madonna col Bambino) est une peinture religieuse à l'huile sur bois de chêne du Pérugin, datant de 1501 environ, conservée au National Gallery of Art à Washington.

## Thème
L'œuvre reprend la représentation récurrente dans la peinture chrétienne de la Vierge à l'Enfant (ou Madone), présentant la Vierge Marie avec l'Enfant Jésus.

## Description
La Vierge est représentée en buste, assise, le regard baissé vers l'Enfant, assis nu sur ses genoux, et qui regarde à gauche par une torsion du cou.
Le couleurs vives des habits de Marie habillée de ses traditionnelles couleurs rouge et bleu, contrastent avec la candeur de la peau du nouveau-né, mais l'ensemble est harmonisé en ayant recours à un très efficace sfumato qui atteint son apogée dans le paysage situé à l'arrière-plan dans lequel les tons azur et vert s'estompent progressivement et disparaissent par un effet de brouillard dans les détails plus lointains. Le Pérugin emploie la « Perspective atmosphérique » qui dilate en profondeur l'espace peint.
L'artiste utilise avec parcimonie des éléments décoratifs comme la manche gauche de l'habit de la Vierge, décoré de motifs arabesques et la coiffure très élaborée regroupée sur la nuque sous un voile, rendant l'œuvre plaisante, bien composée faisant apparaître une parfaite harmonie.
Le paysage est typique du style du Pérugin avec une série de monts et collines pointillées d'arbrisseaux qui se dégrade dans le lointain selon les règles de la Perspective atmosphérique, rendant l'espace ample et profond.

## Analyse
Le tableau est stylistiquement proche de l'effigie de Marie, inspiré par celui de Chiara Fancelli, l'épouse du Pérugin, des autres œuvres contemporaines comme le Polyptyque de la chartreuse de Pavie  et la Vierge au sac
Le rouge représente la Passion du Christ et le bleu azur l'Église. Dans la Madone est sous-entendu l'union de (notre mère) l'église par le sacrifice de son fils.

## Sources
- (it) Cet article est partiellement ou en totalité issu de l’article de Wikipédia en italien intitulé « Madonna col Bambino (Perugino) » (voir la liste des auteurs).